# Danielle Rose Russell
Danielle Rose Russell, född 31 oktober 1999 i Pequannock Township, New Jersey, är en amerikansk skådespelare.
Russell har bland annat medverkat i TV-serien Legacies (2018–2022). Hon har även medverkat i filmerna A Walk Among the Tombstones från 2014 och Aloha från 2015.

## Filmografi (i urval)
- 2014: A Walk Among the Tombstones
- 2015: Aloha
- 2018: The Originals
- 2018–2022: Legacies